# ماريان تيمر

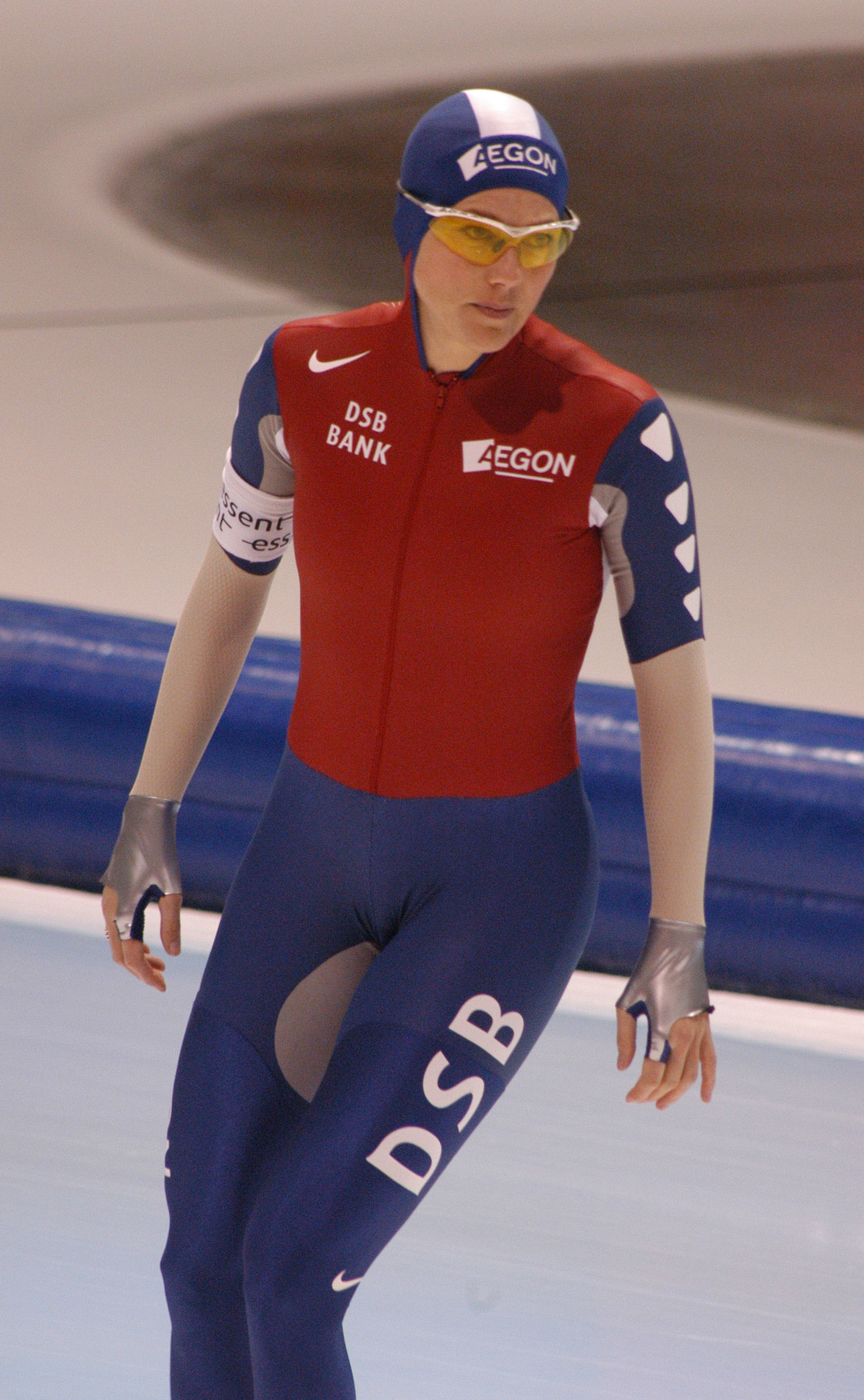

ماريان تيمر (Marianne Timmer) هي لاعبة أولمبية لرياضة تزلج سريع من هولندا. شاركت في الأولمبياد الشتوي في 1998–2006، وفازت بما مجموعه 3 ميداليات.

## الميداليات
| ذهب | فضة | برونز | المجموع |
| 3   | 0   | 0     | 3       |

## روابط خارجية
- ماريان تيمر على موقع SpeedSkatingBase.eu (الإنجليزية)
- ماريان تيمر على موقع SpeedSkatingNews.info (الإنجليزية)
- ماريان تيمر على موقع SpeedSkatingStats.com (الإنجليزية)
- ماريان تيمر على موقع اللجنة الأولمبية الدولية (الإنجليزية)
- ماريان تيمر على موقع أوليمبيديا (الإنجليزية)
- ماريان تيمر على موقع اللجنة الأولمبية الهولندية (الهولندية)